# Liste der Bodendenkmale in Tharandt
In der Liste der Bodendenkmale in Tharandt sind die Bodendenkmale der Gemeinde Tharandt und ihrer Ortsteile nach dem Stand der Auflistung von Harald Quietzsch und Heinz Jacob aus dem Jahr 1982 aufgelistet. Eventuelle Änderungen und Ergänzungen, insbesondere aus der Zeit nach der Wende, sind nicht berücksichtigt, da für Sachsen aktuell keine neueren allgemein zugänglichen Bodendenkmallisten vorliegen. Die Baudenkmale sind in der Liste der Kulturdenkmale in Tharandt aufgeführt.
| Denkmal-ID | Fundart            | Ortsteil       | Bezeichnung                                                               | Zeitstellung                                  | Lage | Bemerkungen | Bild |
| ---------- | ------------------ | -------------- | ------------------------------------------------------------------------- | --------------------------------------------- | --- | --- | ---- |
| ?          | besonderer Stein   | Grillenburg    | Steinkreuz „Auermanns Kreuz“                                              | Spätmittelalter                               | südsüdwestlich des Orts im Tharandter Wald, Forstrevier Naundorf Abteilung 35                                   | Einzeichnung von Rad, Hammer und Meißel, Schutz seit 5. September 1972                                                      |      |
| ?          | besonderer Stein   | Grillenburg    | Steinkreuz „Günthers Kreuz“                                               | Neuzeit                                       | südsüdöstlich des Orts im Tharandter Wald, Forstrevier Grillenburg Abteilung 48                                 | Inschrift mit Jahreszahl 1592, Schutz seit 5. September 1972                                                                |      |
| ?          | besonderer Stein   | Grillenburg    | Steinkreuz                                                                | Spätmittelalter bis Neuzeit                   | westsüdwestlich des Orts im Tharandter Wald, Forstrevier Naundorf Abteilung 26                                  | Schutz seit 5. September 1972                                                                                               |      |
| ?          | Siedlung           | Grillenburg    | vermutete Klosteranlage                                                   | Mittelalter (nach Mitte des 12. Jahrhunderts) | südliche Ortslage, im Umfang der Teiche mit Binnenfläche                                                        | oberflächlich nicht mehr sichtbar                                                                                           |      |
| ?          | unbekannt          | Hintergersdorf | Einzelhügel, Bedeutung und Zeitstellung unbekannt                         | undatiert                                     | ostnordöstlich des Orts, Sporn südlich der Straße nach Tharandt                                                 | ca. 2 m hoch, Durchmesser ca. 25 m                                                                                          |      |
| ?          | Befestigung > Burg | Tharandt       | Wehranlage                                                                | Mittelalter                                   | südwestlich des Orts, Geländezunge zwischen Schloitzbach und Wilder Weißeritz                                   | Spornlage, zweiteilig mit Halsgraben, Schutz seit 18. September 1969                                                        |      |
| ?          | besonderer Stein   | Tharandt       | Steinkreuz                                                                | Spätmittelalter                               | südlicher Ortsteil, nordöstlich der Kirche, am Akademieweg                                                      | Wappen als Flachrelief, Schutz seit 5. September 1972                                                                       |      |
| ?          | Befestigung > Burg | Tharandt       | vermutete Wehranlage „Kienberg“                                           | Mittelalter?                                  | südwestlich des Orts im Tharandter Wald, im Forstgarten, Geländezunge zwischen Wilder Weißeritz und Zeisiggrund | vielleicht Turmhügel in Spornlage, Schutz seit 1940, erneuert 28. Juni 1968                                                 |      |
| ?          | unbekannt          | Tharandt       | Einzelhügel, Bedeutung und Zeitstellung unbekannt                         | undatiert                                     | westlich des Orts, westlich des Buchenwegs                                                                      | ca. 1 m hoch, Durchmesser ca. 15 m, in einem östlich benachbarten, eingeebneten Hügel wurden Gefäße der Bronzezeit gefunden |      |
| ?          | unbekannt          | Tharandt       | Einzelhügel „Büttners alte Schanze“, Bedeutung und Zeitstellung unbekannt | undatiert                                     | westlich des Orts, Spitze eines Geländesporns südlich des Straßenabzweigs nach Hartha                           | ca. 2 m hoch, Durchmesser ca. 18 m, umlaufende Grabensenke                                                                  |      |
| ?          | unbekannt          | Tharandt       | Einzelhügel, Bedeutung und Zeitstellung unbekannt                         | undatiert                                     | westlich des Orts, Nordosthang westlich der Straße nach Grillenburg                                             | ca. 1 m hoch, Durchmesser ca. 12 m, teilweise abgegraben                                                                    |      |